# How to Make an American Quilt
How to Make an American Quilt (Donde reside el amor en España) es una película estadounidense de 1995 dirigida por Jocelyn Moorhouse y escrita por Jane Anderson basada en la novela homónima de Whitney Otto. Protagonizada por Winona Ryder, Ellen Burstyn, Kate Nelligan, Anne Bancroft y Alfre Woodard.
Fue estrenada el 6 de octubre de 1995 en Estados Unidos y el 22 de marzo de 1996 en España.

## Argumento
Finn Dodd (Winona Ryder) es una joven y guapa estudiante graduada terminando su tesis de fin de carrera en la Universidad de Berkeley y preparando su matrimonio y su boda con su novio, el apuesto Sam (Dermot Mulroney). Pero las dudas le asaltan pensando sobre el fin de su vida libre, y se empieza a asustar con la idea del matrimonio para toda la vida y de como este le afectará en su día a día. 
Tras una pequeña crisis emocional decide marchar a casa de su abuela Hy Dodd (Ellen Burstyn) en Grasse (California) en la que, rodeada de excéntricos amigos y familiares, como su tía Glady Jo (Anne Bancroft), meditará el futuro de su vida y de si su matrimonio con Sam será o no una buena idea. Todos los amigos y familiares allí presentes le contarán a Finn vivencias y experiencias en sus vidas amorosas, tratando de poder ayudarla a decidir qué hacer con su futuro matrimonio.

## Reparto
- Winona Ryder (Finn Dodd)
- Ellen Burstyn (Hy Dodd)
- Anne Bancroft (Glady Jo)
- Alfre Woodard (Marianna)
- Dermot Mulroney (Sam)
- Kate Nelligan (Constance Saunders)
- Adam Baldwin (padre de Finn)
- Kate Capshaw (madre de Finn)
- Maya Angelou (Anna)
- Lois Smith (Sophia Darling Richards)
- Jean Simmons (Em Reed)
- Jared Leto  (Beck)

| Algunos de los protagonistas de How to Make an American Quilt. | Algunos de los protagonistas de How to Make an American Quilt. | Algunos de los protagonistas de How to Make an American Quilt. | Algunos de los protagonistas de How to Make an American Quilt. | Algunos de los protagonistas de How to Make an American Quilt. | Algunos de los protagonistas de How to Make an American Quilt. |
| -------------------------------------------------------------- | -------------------------------------------------------------- | -------------------------------------------------------------- | -------------------------------------------------------------- | -------------------------------------------------------------- | -------------------------------------------------------------- |
|                                                                |                                                                |                                                                |                                                                |                                                                |                                                                |
| Ellen Burstyn interpreta a Hy Dodd.                            | Anne Bancroft interpreta a Glady Jo.                           | Alfre Woodard interpreta a Marianna.                           | Maya Angelou interpreta a Anna.                                | Adam Baldwin interpreta al padre de Finn.                      |                                                                |

## Recepción crítica y comercial
Según la página de Internet Rotten Tomatoes obtuvo un 55% de comentarios positivos.
Recaudó 23 millones de dólares en Estados Unidos. Sumando las recaudaciones internacionales la cifra asciende a 41 millones. Se desconoce cuál fue el presupuesto.

## Premios

### Premios del Sindicato de Actores
| Año  | Categoría     | Persona | Resultado  |
| ---- | ------------- | --- | ---------- |
| 1996 | Mejor reparto | Winona Ryder Ellen Burstyn Anne Bancroft Kate Nelligan Alfre Woodard Samantha Mathis Maya Angelou Jean Simmons Lois Smith | Candidatos |

## Localizaciones
How to Make an American Quilt se rodó en diversas localizaciones de Estados Unidos. Destacando poblaciones del estado de California como Banning, Fillmore, Beaumont y Redlands.

## DVD
Donde reside el amor salió a la venta el 4 de julio de 2003 en España, en formato DVD. El disco contiene menús interactivos y acceso directo a escenas. En Estados Unidos salió a la venta el 23 de febrero de 1999, en formato DVD. El disco contiene menús interactivos, acceso directo a escenas y subtítulos en múltiples idiomas.